# El obsceno pájaro de la noche
El obsceno pájaro de la noche es una novela del escritor y periodista chileno José Donoso, publicada en 1970.
Es considerada una de sus mejores novelas y la de mayor aliento y ambición literaria. El crítico literario Harold Bloom la consideró una de las obras esenciales del canon de la literatura occidental del siglo XX.

## Orígenes
José Donoso demoró ocho años en escribir esta novela que le significó grandes angustias. Según Carlos Droguett, cuando visitó a Donoso en Barcelona en 1969, éste ya necesitaba urgentemente terminar la novela: "Deseaba deshacerse de ella, comenzaba a odiarla, decía que los papeles, los apuntes, las transcripciones, las reiteraciones se le aparecían por todas partes, era un infierno empapelado, se quedaba ensimismado mirándome." ("El obsceno éxito de José Donoso", Mensaje, 201, agosto 1971.)
Finalmente, la editorial Seix Barral publicó esta novela en 1970. Fue postulada al Premio de Biblioteca Breve y aunque era candidata segura para ganar, no obtuvo el premio por una grave crisis financiera sufrida por la editorial. Sin embargo, fue puesta en todas las librerías junto a un cartel publicitario, cuya imagen era una jaula abierta.

## Recepción
El obsceno pájaro de la noche ha sido visto por la crítica como un texto donde las obsesiones, proyecciones inconscientes y fantasmas de la memoria donosiana se encuentran y ponen de manifiesto a lo largo de todas sus páginas. También, es considerada una obra de la postmodernidad, pues va en contra de un orden racional y centralizado y propone un mundo caótico, donde los discursos se relativizan y se pierde la noción de un tiempo cronológico. Según Diamela Eltit, la novela es especialmente "síquica" y por ello alucinantemente social. Para esta autora, El obsceno pájaro de la noche pone en jaque las convenciones, "al mostrar que los espacios culturales se sostenían desde sus movimientos permanentes. Antagonismos de clase, deseos, dependencias, servidumbres, intercambios, permitían ver los poderes que portaban los cuerpos y cómo hablaban en esos cuerpos sus culturas, sus saberes y deseos." ("José Donoso. El escritor, el amigo", Hoy, 1012, 16 al 22 de diciembre de 1996, pág. 55.)
Por su parte, Eugenia Brito la ubica como una de las obras más significativas de América Latina: "Alegoría de la cultura en Chile en correlación con un mundo imaginario, que es el espejo de otro inaccesible que lo requiere tan sólo como estatuto existente, eternamente mágico, demanda que termina en andrajo, harapo, pústula e imbunche." (Donoso 70 Años: Coloquio Internacional de Escritores y Académicos, 5 al 7 de octubre de 1994, Santiago: Ministerio de Educación, Departamento de Programas Culturales; Universidad de Chile, Departamento de Literatura, 1997, pág. 184.)